# Clinocera calabricae
Clinocera calabricae är en tvåvingeart som beskrevs av Wagner 1995. Clinocera calabricae ingår i släktet Clinocera och familjen dansflugor.
Artens utbredningsområde är Italien. Inga underarter finns listade i Catalogue of Life.